# إقليم المضايق
إقليم المضايق (بالإنجليزية: Westfjords) هو أقليم في آيسلندا، يتبع آيسلندا، عاصمته اسافيوردور.

## المناخ
يظهر الجدول التالي التغييرات المناخية على مدار السنة لإقليم المضايق:
| البيانات المناخية لـإقليم المضايق | البيانات المناخية لـإقليم المضايق | البيانات المناخية لـإقليم المضايق | البيانات المناخية لـإقليم المضايق | البيانات المناخية لـإقليم المضايق | البيانات المناخية لـإقليم المضايق | البيانات المناخية لـإقليم المضايق | البيانات المناخية لـإقليم المضايق | البيانات المناخية لـإقليم المضايق | البيانات المناخية لـإقليم المضايق | البيانات المناخية لـإقليم المضايق | البيانات المناخية لـإقليم المضايق | البيانات المناخية لـإقليم المضايق | البيانات المناخية لـإقليم المضايق |
| الشهر                             | يناير                             | فبراير                            | مارس                              | أبريل                             | مايو                              | يونيو                             | يوليو                             | أغسطس                             | سبتمبر                            | أكتوبر                            | نوفمبر                            | ديسمبر                            | المعدل السنوي                     |
| --------------------------------- | --------------------------------- | --------------------------------- | --------------------------------- | --------------------------------- | --------------------------------- | --------------------------------- | --------------------------------- | --------------------------------- | --------------------------------- | --------------------------------- | --------------------------------- | --------------------------------- | --------------------------------- |
| الدرجة القصوى °م (°ف)             | 10 (50)                           | 10 (50)                           | 11 (52)                           | 11 (52)                           | 17 (63)                           | 18 (64)                           | 19 (66)                           | 18 (64)                           | 15 (59)                           | 15 (59)                           | 13 (55)                           | 11 (52)                           | 19 (66)                           |
| متوسط درجة الحرارة الكبرى °م (°ف) | 1 (33)                            | 2 (35)                            | 3 (37)                            | 4 (40)                            | 7 (44)                            | 9 (49)                            | 11 (51)                           | 11 (51)                           | 7 (45)                            | 5 (41)                            | 4 (40)                            | 2 (35)                            | 6 (42)                            |
| المتوسط اليومي °م (°ف)            | −2 (29)                           | 0 (32)                            | 1 (33)                            | 2 (36)                            | 4 (40)                            | 7 (45)                            | 8 (47)                            | 8 (47)                            | 6 (42)                            | 3 (38)                            | 3 (37)                            | 0 (32)                            | 3 (38)                            |
| متوسط درجة الحرارة الصغرى °م (°ف) | −3 (26)                           | −2 (29)                           | −1 (30)                           | 1 (33)                            | 2 (36)                            | 5 (41)                            | 7 (44)                            | 7 (44)                            | 4 (40)                            | 2 (35)                            | 1 (34)                            | −1 (30)                           | 2 (35)                            |
| أدنى درجة حرارة °م (°ف)           | −11 (12)                          | −10 (14)                          | −13 (9)                           | −7 (19)                           | −4 (25)                           | −2 (28)                           | 2 (36)                            | 1 (34)                            | −3 (27)                           | −5 (23)                           | −9 (16)                           | −9 (16)                           | −13 (9)                           |
| متوسط الرطوبة النسبية (%)         | 75                                | 77                                | 76                                | 79                                | 77                                | 82                                | 83                                | 81                                | 82                                | 79                                | 80                                | 78                                | 79                                |
| ساعات سطوع الشمس اليومية          | 6                                 | 9.2                               | 12.7                              | 16.6                              | 20.7                              | 23.4                              | 21.5                              | 18.1                              | 13.9                              | 10.3                              | 6.9                               | 4.6                               | 13.7                              |
| المصدر: Weatherbase               |                                   |                                   |                                   |                                   |                                   |                                   |                                   |                                   |                                   |                                   |                                   |                                   |                                   |